# Ismail I. (Granada)
Ismail I. (* 3. März 1279; † 8. Juli 1325), mit vollem Namen Ismāʿīl ibn Faraǧ war Emir von Granada von 1314 bis 1325.
Ismail I. entstammte einer Seitenlinie der Nasriden. Nach dem Sturz von Nasr (1309–1314) errang er als erster Nasride, der nicht in direkter Linie vom Gründer des Reiches  Muhammad I. abstammte, die Herrschaft in Granada. Er wusste zunächst die Unabhängigkeit des Reiches zu sichern, indem er die Oberhoheit sowohl Kastiliens als auch der Meriniden von Marokko anerkannte. Erst nachdem die Kastilier am 26. Juni 1319 in der Vega vor Granada gegen die Nasriden eine schwere Niederlage erlitten hatten, fühlte sich Ismail I. stark genug, die Oberhoheit dieser beiden Mächte aufzukündigen. In der Folgezeit konnte er einige Grenzgebiete zurückerobern, die seine beiden Vorgänger an Kastilien verloren hatten. Allerdings wurde Ismail I. schon 1325 ermordet. Sein Sohn Muhammad IV. (1325–1333) folgte ihm minderjährig auf den Thron von Granada.